# Rand Paul
Randal „Rand“ Paul  (* 7. ledna 1963 Pittsburgh, Pensylvánie) je americký lékař a republikánský senátor za stát Kentucky, spojený s hnutím Tea Party.

## Politická kariéra
V roce 2010 byl Paul zvolen do Senátu za stát Kentucky. Zvítězil v republikánských primárkách, když porazil zejména Treye Graysona. Jeho soupeřem v samotných volbách byl demokrat Jack Conway.
V dubnu 2015 ohlásil svou účast v boji o republikánskou nominaci na kandidaturu prezidenta USA. Své úsilí vzdal počátkem února 2016, když v prvním nominačním souboji ve státě Iowa skončil až pátý se ziskem pouhých 4,5 procenta hlasů.

### Politické názory
V roce 2019 předložil v Senátu návrhy usnesení, které se pokoušely zakázat dojednaný prodej americké vojenské techniky České republice, Bahrajnu, Kataru a Spojeným arabským emirátům. V případě Česka se to týkalo dodávky vrtulníků pro armádu, kterou schválilo americké ministerstvo zahraničí.
V květnu 2022 Paul zablokoval v Senátu zrychlené schválení návrhu zákona o americké pomoci Ukrajině napadené Ruském v hodnotě 40 miliard dolarů s odůvodněním, že „nemůžeme zachránit Ukrajinu zničením americké ekonomiky.“  19. května však Senát návrh schválil s velkou převahou. Celkově v Kongresu společně s Paulem proti poskytnutí pomoci hlasovalo jen 12 % členů obou komor.

## Osobní život
Jeho otcem je republikánský politik Ron Paul. Jeho manželkou se stala v roce 1990 Kelley Ashby. Dne 23. března oznámil, že se v rámci celosvětové pandemie nakazil nemocí covid-19, z níž se následně 7. dubna vyléčil.
V listopadu 2017 jej fyzicky napadl jeho soused. V srpnu 2020 jej napadli protestující podporující hnutí Black Lives Matter.